# Fernando Collor
Pour les articles homonymes, voir De Mello.
Fernando Collor de Mello, né le 12 août 1949 à Rio de Janeiro, est un homme d'État brésilien, président de la République du 15 mars 1990 au 29 décembre 1992.
Issu d'une famille engagée dans le monde des affaires et en politique, il est député fédéral de 1983 à 1987, puis gouverneur de l'État d'Alagoas.
Soutenu par le Parti de la reconstruction nationale (PRN), il remporte l'élection présidentielle de 1989 face à Luiz Inácio Lula da Silva (Parti des travailleurs), devenant le premier président de la République démocratiquement élu après la fin de la dictature militaire et, à 40 ans, le plus jeune président brésilien.
Il démissionne moins de trois ans après le début de son mandat, afin d'échapper à une destitution pour corruption par le Sénat fédéral. Son vice-président, Itamar Franco, lui succède. Après sa présidence, la chambre haute reconnaît Fernando Collor coupable et le rend inéligible pour huit ans (1992-2000). Il est ensuite acquitté des charges pénales ordinaires par le Tribunal suprême fédéral.
Revenu en politique, il est élu sénateur fédéral dans l'État d'Alagoas en 2006 et réélu en 2014. Il envisage un temps de se porter candidat à l'élection présidentielle de 2018 pour le Parti travailliste chrétien (ex-PRN). En 2023, il quitte le Sénat et se voit condamné à plus de huit ans d'emprisonnement par le Tribunal suprême fédéral dans le cadre de l'opération Lava Jato.

## Origines et jeunesse
Fernando Collor de Mello est issu d'une puissante famille de l'Alagoas, petit État de la région Nord-Est (Nordeste), impliquée dans le monde des affaires et en politique.
Son père, Arnon de Farias Melo (pt) (1911-1983), journaliste, avocat et homme d'affaires de profession, est gouverneur d'Alagoas de 1951 à 1956 et sénateur fédéral de 1963 à 1981. Sa mère, Leda Silva Collor (1916-1995), est fille de ministre.
En 1976, après des études d'économie à l'université de Brasilia, Fernando Collor est élu président d'un club de football.

## Parcours politique

### Débuts

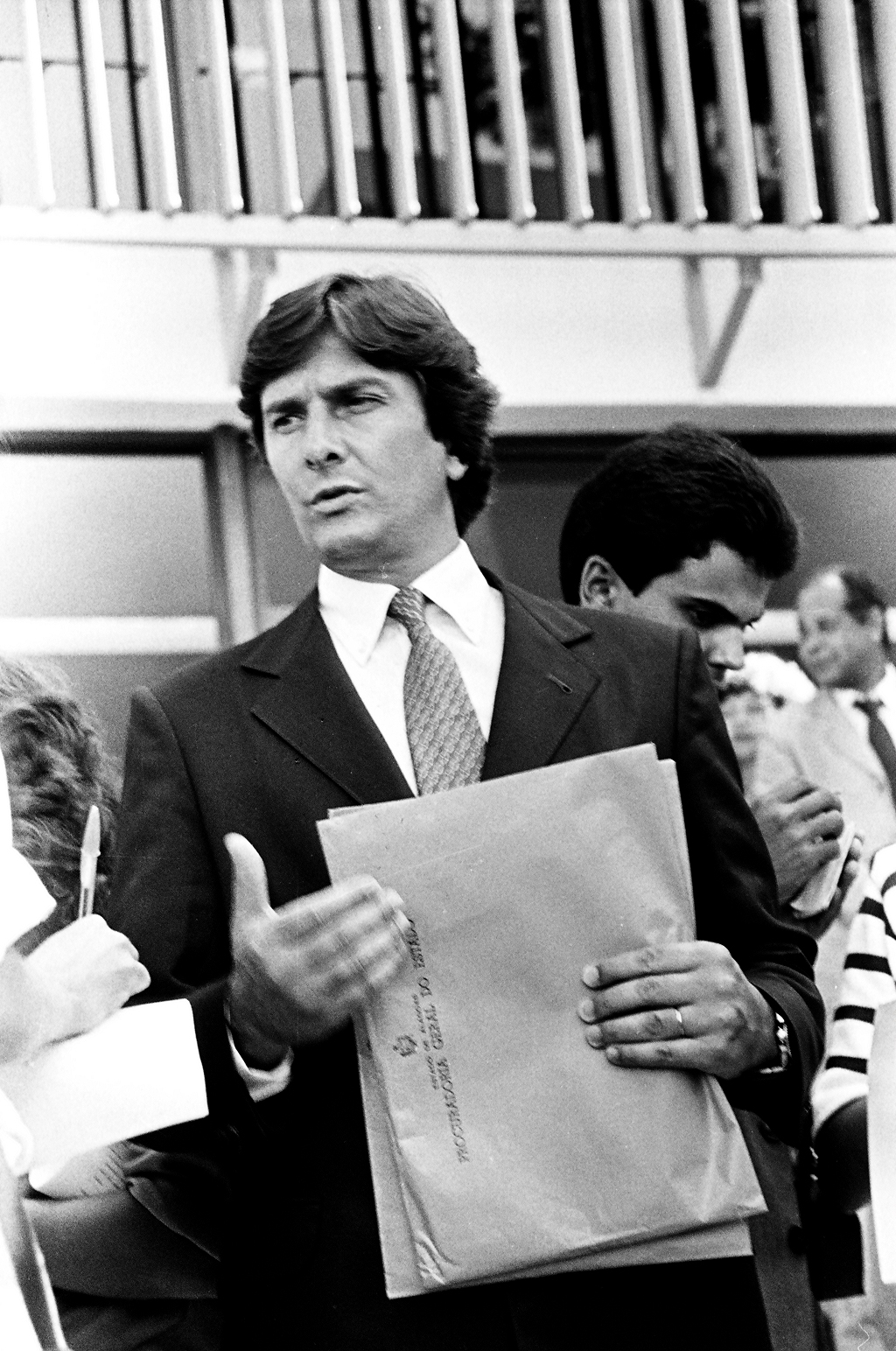
Fernando Collor en 1988.

En 1987, il est élu gouverneur de l'Alagoas en promettant la fin des Maharajas, c'est-à-dire la limitation du nombre et de la rémunération des fonctionnaires locaux. Il reprend ce slogan pour sa campagne présidentielle de 1989.

### Président de la République

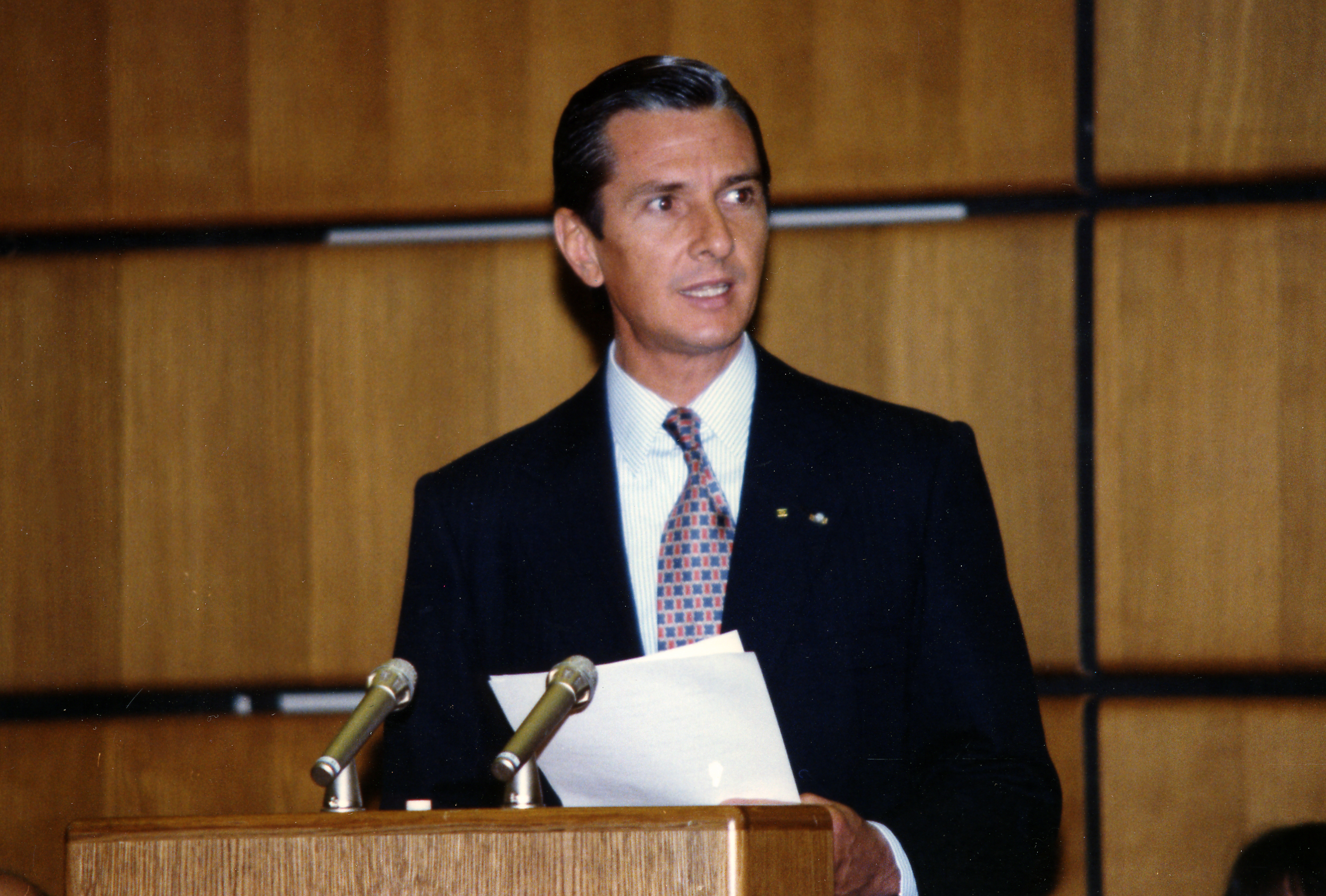
Fernando Collor en 1991.

Fernando Collor succède à José Sarney comme président de la république fédérative du Brésil le 15 mars 1990, après les premières élections démocratiques organisées dans le pays depuis 29 ans. Sa campagne électorale, dopée par d’importants financements, bénéficie du soutien médiatique de TV Globo. Son adversaire est l'ancien syndicaliste Luiz Inácio Lula da Silva, qui inquiète la bourgeoisie du fait de son programme de transformations sociales et de rupture avec les recommandations du FMI. À l'époque, il est marié à Rosane Collor, qui devient donc première dame du pays.
Basé sur une campagne populiste et un programme économique « ultralibéral », son mandat est marqué par l'application du pacote, un plan d'assainissement alors le plus sévère de l'histoire du pays : privatisation d'entreprises, déréglementation des négociations salariales, confiscation temporaire de l’épargne et des dépôts bancaires, coupes dans les programmes sociaux, etc. Le chômage connaît une progression, les salaires reculent et le pays est en récession économique. 
En 1991, il est dénoncé par son frère, Pedro Collor, pour trafic d'influence organisé par son directeur de campagne, Paulo César Farias. À cette occasion, la presse surnomme le dénonciateur l'Homme au masque de Frère. Selon ce système, le président prenait 70 % et Paulo César 30 % des sommes perçues ; une partie des dépenses privées du président était directement réglée par Paulo César. Dans la seule demeure présidentielle, 2,5 millions de dollars ont été dépensés pour installer une dizaine de cascades artificielles, un lac et une piscine chauffée de 100 mètres carrés. La police fédérale et le Congrès diligentent une enquête dont les conclusions vont contre la défense de Fernando Collor. À la suite d'un premier vote de la Chambre des députés, par 441 voix contre 38, le 29 octobre 1992, il doit abandonner le pouvoir et cède provisoirement ses fonctions au vice-président, Itamar Franco, conformément à la Constitution, pour une période de 180 jours.
Il démissionne le 29 décembre 1992, la veille du vote du Sénat, pour éviter d'être destitué. Le vice-président Franco prête alors serment comme président de la république fédérative du Brésil. Fernando Collor est néanmoins jugé par le Sénat et déchu de ses droits civiques pour huit ans le lendemain pour corruption passive. Mais en 1994, son procès pour corruption est classé par le Tribunal suprême fédéral et il retrouve ses droits civiques.

### Sénateur fédéral

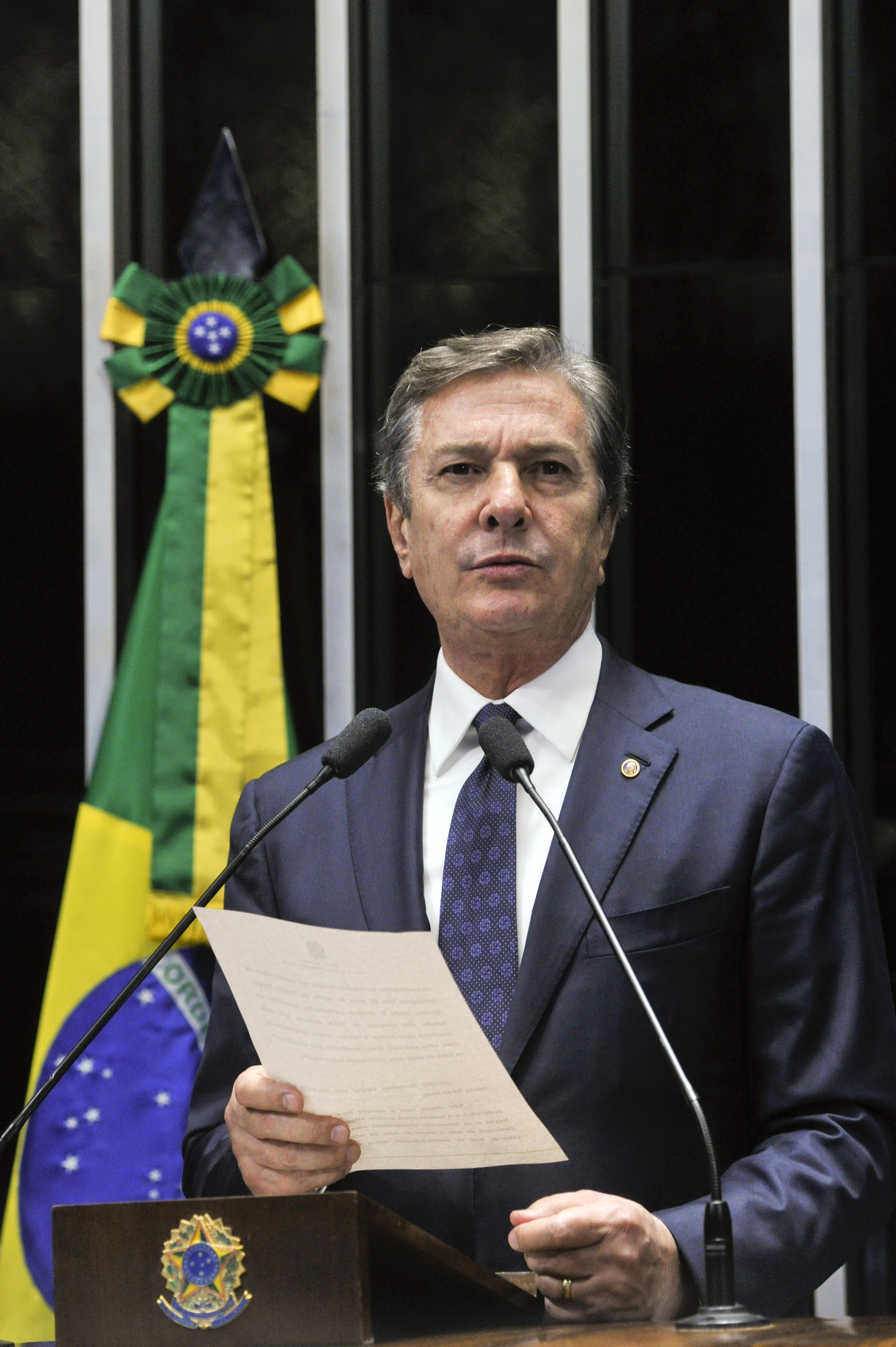
Fernando Collor en 2015.

En 2006, Fernando Collor parvient à se faire élire sénateur fédéral dans l'État d'Alagoas sous l'étiquette du Parti rénovateur travailliste brésilien (PRTB) ; il prend ses fonctions l'année suivante. Réélu en 2014, il vote notamment la destitution de la présidente Dilma Rousseff en 2016.
En février 2018, il annonce sa candidature à l'élection présidentielle d'octobre suivant. Crédité de faibles intentions de vote, il se retire ensuite en faveur du centriste Álvaro Dias (PODE).
Candidat à l'élection gouvernorale de 2022 dans l'État de l'Alagoas sous l'étiquette du parti de droite radicale Parti travailliste brésilien (PTB), il arrive en troisième position avec 14,7 % des suffrages exprimés. Il soutient ensuite Jair Bolsonaro face à Lula pour le second tour de l'élection présidentielle qui se tient un mois plus tard. En février 2023, après seize ans de présence continue, il quitte le Sénat fédéral.

## Affaires judiciaires
Le nom de Fernando Collor apparaît à partir de 2015 dans l'opération Lava Jato, qui implique notamment la compagnie pétrolière publique Petrobras. Cette même année, la police fédérale perquisitionne son domicile et saisit trois véhicules de luxe, après quoi il est inculpé pour corruption,.
Concluant une enquête dans le cadre de l'opération Lava Jato en 2017, les enquêteurs fédéraux l'accusent de détournement de fonds publics. Le sénateur est également visé par d'autres enquêtes liées au stratagème de corruption au sein de Petrobras.
En mai 2023, il est condamné par le Tribunal suprême fédéral (STF) à huit ans et dix mois d'emprisonnement pour corruption passive, blanchiment d'argent et association de malfaiteurs. Alors qu'il nie les accusations, il est reconnu coupable d'avoir reçu 20 millions de réaux brésiliens (environ 3,8 millions d'euros) de pots-de-vin de Petrobras entre 2010 et 2014, lorsqu'il était sénateur, pour faciliter la signature de contrats entre une entreprise du bâtiment et une filiale de Petrobras.
En avril 2025, Fernando Collor de Mello est arrêté suite à une condamnation pour corruption par le juge de la Cour suprême fédérale Alexandre de Moraes.

## Distinctions
- Grand-croix de l'ordre du Mérite (Portugal)